# Totul pentru fotbal
Totul pentru fotbal este un film de comedie românesc din 1978, regizat de Andrei Blaier. Rolurile principale au fost interpretate de actorii Petre Gheorghiu, Aurel Giurumia și Paul Lavric.

## Rezumat
Într-un mic orășel de provincie, totul merge strună, în afară activităților sportive. Toți locuitorii trăiesc o mare dramă, pentru că echipa orașului este în pragul retrogradării. Câțiva suporteri fanatici sunt gata să facă „totul pentru fotbal”, chiar dacă asta înseamnă niște manevre nu tocmai oneste. Însă cei mai mulți cetățeni nu sunt de acord cu această atitudine lipsită de fair-play, ceea ce da naștere unui „meci” tensionant, disputat însă în afară terenului.

## Distribuție
Distribuția filmului este alcătuită din:
- Petre Gheorghiu — contabilul Smeu
- Aurel Giurumia — antrenorul echipei Gloria
- Paul Lavric — Sandu, responsabilul cantinei
- Ovidiu Schumacher — felcerul Jurubiță
- Gheorghe Dinică — arbitrul de fotbal străin
- Jean Constantin — responsabilul artistic Max, animatorul galeriei echipei de fotbal Gloria
- Mihai Mereuță — responsabilul motelului
- Nicolae Praida — antrenorul secund Alex. Curmei, angajat ulterior ca magazioner
- Sebastian Papaiani — fotbalistul Mihai Țipurnea, căpitanul echipei Gloria
- Emil Hossu — fotbalistul Dobre
- Monica Ghiuță — Miuța, soția fotbalistului Dobre
- Mimi Enăceanu — soția observatorului federal
- Cornel Coman — prof. Hoarță, președintele de onoare al echipei Gloria, fost campion la canoe
- Dorin Dron — observatorul federal Prună, fost fotbalist
- Costel Constantinescu — combinatorul echipei oaspete
- Dumitru Chesa — combinatorul surdo-mut al echipei oaspete
- Nicu Constantin — crainicul meciului
- Aristide Teică — translatorul arbitrului străin
- Dorin Varga — directorul FPSAA
- Dionisie Vitcu — fotbalistul Speriatu
- Boris Petrof — fotbalistul Gh. Rupere
- Lupu Buznea — fotbalistul Ion Mardare
- Constantin Florescu
- Boris Perevoznic
- Laurențiu Lazăr — fotbalistul Adrian Domnișoru
- Radu Gheorghe — fotbalist al echipei Gloria
- Costel Băloiu — fotbalistul Țâcă
- Rică Răducanu — portarul Rică Dărucaru de la AS Rulota
- Papil Panduru — muncitorul Nicu, prietenul lui Rupere
- Traian Dănceanu — directorul Hotelului Central
- Cristian Eremia
- Jana Gorea — femeia de serviciu de la stadion
- Constantin Dinescu
- Ion Manolescu
- Dumitru Vasile
- Valentin Plătăreanu — directorul IFRCP
- Adriana Gadalean
- Aurica Badicu
- Gheorghe Negoescu — nea Petrică, paznicul stadionului
- Mihai Perșa
- Andrei Peniuc
- Maria Gligor
- Alexandru Lazăr
- Traian Petruț
- Alexandru Vasiliu
- Romulus Bărbulescu — hoțul din tren
- Elisabeta Vancea
- Marian Iacob
- Petre Vasilescu
- Ioan Alexandru Mihai — Șerban, copilul lui Dobre

## Primire
Filmul a fost vizionat de 2.482.988 de spectatori în cinematografele din România, după cum atestă o situație a numărului de spectatori înregistrat de filmele românești de la data premierei și până la data de 31 decembrie 2014 alcătuită de Centrul Național al Cinematografiei.